# Distrikt Colcamar
Der Distrikt Colcamar liegt in der Provinz Luya in der Region Amazonas in Nord-Peru. Der Distrikt hat eine Fläche von 106,6 km². Beim Zensus 2017 hatte der Distrikt 1853 Einwohner. Im Jahr 1993 betrug die Einwohnerzahl 2832, im Jahr 2007 2395. Die Distriktverwaltung befindet sich in Colcamar.

## Geographische Lage
Der größte Teil des Distrikts liegt in den Bergen, manche Dörfer liegen aber auch am Fluss Río Utcubamba, zum Beispiel Chuquichaca und Shipamarca.
Im Norden grenzt der Distrikt Colcamar an den Distrikt Inguilpata, im Osten an die Provinz Chachapoyas, im Südosten an den Distrikt Tingo, im Südwesten an den Distrikt Longuita und im Osten an den Distrikt Ocumal.
Der Haupteingang zum Distrikt Pisuquía ist der Markt in Yumal (Minas) im Distrikt Colcamar, wo die Straße endet.

## Orte im Distrikt
- Cocha
- Colcamar
- Golac
- Ponaya
- Quillillic
- Shipamarca
- Tueta

## Religion und Kultur
Das Dorffest von Colcamar findet am 24. September statt. In Chuquichaca wird die „Jungfrau von Chuquichaca“ (Virgen de Chuquichaca) verehrt, eine Statue der Jungfrau Maria, zu der Pilger aus dem weiten Umland kommen, um sie um Fürsprache zu bitten.

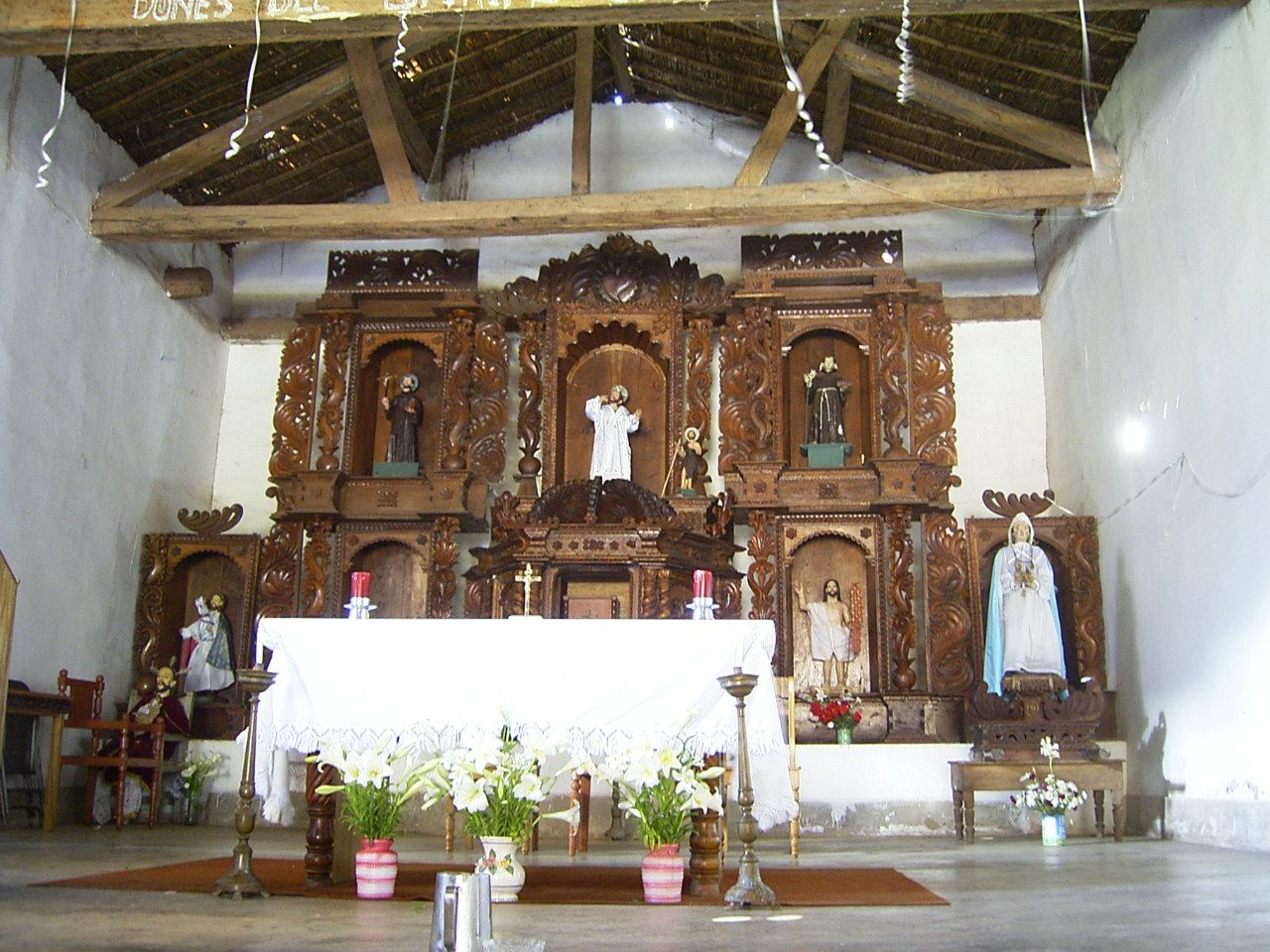
Die Kirche von Colcamar mit dem Stadtpatron, Sankt Christophorus.